# Sergio Silvestris
Sergio Paolo Francesco Silvestris (Molfetta, 22 dicembre 1973) è un politico italiano, europarlamentare nella VII Legislatura del Parlamento Europeo.
Eletto al Parlamento europeo con Il Popolo della Libertà, è iscritto al gruppo del Partito Popolare Europeo.

## Biografia
Iscritto ad Alleanza Nazionale, nel 1995, a soli 21 anni, è eletto per la prima volta consigliere comunale nella sua città, Bisceglie, carica che ha mantenuto fino al 2011, sedendo tanto tra i banchi della maggioranza quanto nelle file dell'opposizione. Alle elezioni regionali del 2000 con 8.082 preferenze è eletto consigliere regionale della Puglia per la provincia di Bari, risultando il più giovane tra tutti i consiglieri regionali di Alleanza Nazionale in Italia. Nella settima legislatura regionale ricopre l'incarico di Presidente della Commissione Sanità e Servizi Sociali, oltre a farsi promotore di numerose mozioni, interrogazioni e proposte di legge, miranti ad un coinvolgimento dei giovani nella vita regionale ed alla promozione della cultura e dei valori della famiglia.
Nel 2005 è rieletto in Consiglio regionale: oltre 19.000 voti, divisi tra i collegi provinciali di Bari e Barletta-Andria-Trani, fanno di Silvestris uno dei più suffragati in Puglia. Nel corso di questa consiliatura siede tra i banchi dell'opposizione alla maggioranza di centrosinistra che fa capo a Nichi Vendola.
Alle elezioni politiche del 2006 si candida alla Camera dei Deputati nella circoscrizione Puglia nelle liste di Alleanza Nazionale, non venendo eletto. Stesso esito alle elezioni politiche in Italia del 2008, stavolta nelle file del Popolo della Libertà, del quale è nominato vicepresidente per la provincia di Barletta-Andria-Trani.
Candidato nelle file del PDL nella circoscrizione Italia meridionale alle elezioni europee del 6 e 7 giugno 2009, viene eletto europarlamentare con 103.083 preferenze.
Ricandidato alle elezioni europee del 2014 in Italia nella medesima circoscrizione per Forza Italia, cui aderisce con lo scioglimento del PdL nel 2013, pur ottenendo 51.988 preferenze non viene rieletto.
Alle elezioni politiche del 2018 è candidato per il centrodestra al Senato nel collegio uninominale Puglia - 03, dove consegue il 33,16% dei voti, venendo superato da Ruggiero Quarto del Movimento 5 Stelle (45,68%).
Alle elezioni europee del 2019 tenta nuovamente la rielezione al Parlamento Europeo nelle liste di Forza Italia, ma le 25.375 preferenze ottenute non sono sufficienti a ottenere un seggio.